# Pont sur l'Ouvèze (Bédarrides)
Pour les articles homonymes, voir Pont sur l'Ouvèze.
Le Pont sur l'Ouvèze est un pont roman, situé à Bédarrides (Vaucluse, sud de la France).

## Situation
Le pont sur l'Ouvèze de Bédarrides est un pont franchissant cette rivière, au niveau du centre ville de la commune, à proximité de l'embouchure de la Sorgue.

## Histoire
Un premier pont romain avait été construit à cet emplacement, à l'époque romaine. Il fut détruit, lors d'une crue, en 1620. Un pont à une arche, en bois, a alors été implanté. Celui-ci subit également une crue le 24 août 1622. Un bac à traille a été installé afin de le remplacer, puis jugé insuffisant. Un nouveau pont fut construit, entre 1640 et 1647.